# Krešimir Nikić
Krešimir Nikić (Zagabria, 16 aprile 1999) è un cestista croato.

## Palmarès
- Campionato tedesco: 3

Alba Berlino: 2019-20, 2020-21, 2021-22
- Coppa di Germania: 2

Alba Berlino: 2019-20, 2021-22